# Burni Atu Seruni
Burni Atu Seruni är ett berg i Indonesien.   Det ligger i provinsen Aceh, i den västra delen av landet, 1 600 km nordväst om huvudstaden Jakarta. Toppen på Burni Atu Seruni är 1 657 meter över havet, eller 139 meter över den omgivande terrängen. Bredden vid basen är 1,5 km.
Terrängen runt Burni Atu Seruni är bergig åt nordväst, men åt sydost är den kuperad.Runt Burni Atu Seruni är det ganska tätbefolkat, med 52 invånare per kvadratkilometer. I omgivningarna runt Burni Atu Seruni växer i huvudsak städsegrön lövskog.